# Helena von Reybekiel
Helena von Reybekiel (geboren als Helena Schapiro 25. November 1879 in Lublin, Russisches Kaiserreich; gestorben 14. Februar 1975 in Birmingham) war eine polnisch-britische Psychologin und Literaturwissenschaftlerin.

## Leben
Helena Schapiro besuchte das Töchtergymnasium in Lublin und studierte ab 1900 Psychologie in Zürich, wo sie 1904 promoviert wurde. Sie heiratete den polnischen Arzt und Philosophen Adolf von Reybekiel. Das Paar hatte zwei Kinder, den 1902 geborenen Kunsthistoriker Waclaw Antoni von Reybekiel und den Arzt Wilfred Saffiotti von Reybekiel (1912–1976).
Von Reybekiel arbeitete an der Universität Padua und ab 1913 am Psychologischen Institut der Universität Hamburg, wo sie sich 1919 habilitierte. Sie arbeitete danach als Lektorin für Polnisch am Hamburger Institut für Slavistik. Nach der Machtübergabe an die Nationalsozialisten 1933 wurde sie als Jüdin aus dem Hochschuldienst entlassen. Von Reybekiel emigrierte 1934 mit dem jüngeren Sohn nach Großbritannien. Von 1935 an arbeitete sie bis 1964 als Dozentin für Slavistik am Birmingham and Midland Institute.

## Schriften (Auswahl)
- Die introspektive Methode der modernen Psychologie. Kirchhain: Zahn & Baendel, 1906